# 1983 у хокеї з шайбою
Нижче наведені хокейні події 1983 року у всьому світі.

## Головні події
На чемпіонаті світу у ФРН золоті нагороди здобула збірна СРСР.
У фіналі кубка Стенлі «Нью-Йорк Айлендерс» переміг «Едмонтон Ойлерс».

## Національні чемпіони
- Австрія: «Фельдкірх»
- Болгарія: ЦСКА (Софія)
- Велика Британія: «Данді Рокетс»
- Данія: «Редовре»
- Італія: «Больцано»

- Нідерланди: «Фенстра Флаєрс» (Геренвен)
- НДР: «Динамо» (Берлін)
- Норвегія: «Фурусет» (Осло)
- Польща: «Заглембє» (Сосновець)
- Румунія: «Стяуа» (Бухарест)
- СРСР: ЦСКА (Москва)
- Угорщина: «Уйпешт Дожа» (Будапешт)
- Фінляндія: ГІФК (Гельсінкі)
- Франція: «Сен-Жерве»
- ФРН: «Ландсгут»
- Чехословаччина: «Дукла» (Їглава)
- Швейцарія: «Біль»
- Швеція: «Юргорден» (Стокгольм)
- Югославія: «Олімпія» (Любляна)

## Переможці міжнародних турнірів
- Кубок європейських чемпіонів: ЦСКА (Москва, СРСР)
- Турнір газети «Известия»: збірна СРСР
- Турнір газети «Руде Право»: збірна СРСР
- Кубок Шпенглера: «Динамо» (Москва, СРСР)
- Північний кубок: ГІФК (Гельсінкі, Фінляндія)
- Кубок Татр: «Динамо» (Рига, СРСР)
- Турнір газети «Советский спорт»: «Динамо» (Москва), СКА (Ленінград), «Спартак» (Москва)[1]